# أنوثور ورلد
العالم الآخر (بالإنجليزية: Another World)‏ وتنطق أنوثور ورلد، ويعرف في الإصدار الأمريكي خارج العالم (Out of This World) ، وهي لعبة منصات إلكترونية من نوع أكشن ومغامرات، أنتجت سنة 1991، وهي واحدة من أقوى إصدارات ألعاب الفيديو وتعاد في كل أنظمة التشغيل ومنها بلاي ستيشن 4 وإكس بوكس ون.